# Raetia Regio
La Raetia Regio è una struttura geologica della superficie di 21 Lutetia.